# 1275
Cette page concerne l'année 1275  du calendrier julien. Pour l'année 1275 av. J.-C., voir 1275 av. J.-C.
L'année 1275 est une année commune qui commence un mardi.

## Événements
- Avril : le sultan mamelouk Baybars lance un raid contre le royaume arménien de Cilicie, pillent Sis, Adana, Tarse et le port d'Ayas[1].
- Mai : Marco Polo atteint Shangdu, la résidence d’été de Kubilai Khan. Il reste auprès du grand khan comme conseiller jusqu'en 1292[1].
- Juillet : les armées de Kubilai Khan se présentent devant Hangzhou. La régente Song élimine le ministre Jia Sidao, puis doit capituler (février 1276)[2].

- Début du règne du Mansa Aboubakar Ier du Mali (jusqu'en 1285)[3].
- Le prince Sonrhaïs Ali Kolen, otage à la Cour du Mali s’évade et renverse le Dia Baba, roi du Songhaï. Il reconstitue le royaume Songhaï autour de Koukia et chasse les Maliens après avoir mis sur pied une armée bien organisée. Le Songhaï demeure cependant dans une demi-vassalité vis-à-vis du Mali jusqu'en 1400 environ. Ali Kolen reçoit le titre de sonni (chef ou sauveur). Son frère Souleyman Nar monte sur le trône à sa mort. Leurs successeurs s’éloigneront de l’islam et développeront de nouveaux rites animistes auxquels le peuple songhaï est resté fidèle, malgré la pression des pays musulmans voisins[4].
- Nubie : Chékander (Alexandre), neveu de David Ier, écarté du pouvoir à Dongola par un autre prétendant au trône, se rend en Égypte où il fait appel à Baybars pour être rétabli sur son trône. Chékander triomphe, mais doit accepter un renforcement de l’influence musulmane dans le pays[5].

- Échec de Kubilai Khan contre Qaïdu en Kachgarie et dans la région de l’Ili.
  - Kubilai Khan envoie contre Qaïdu son quatrième fils, Nomoghan. Deux princes de la famille impériale, mécontents, se rallient à Qaïdu, qui profite de la situation et marche sur Karakorum (1277)[6].
  - Campagne de Qaïdu et de Douwa, khan de Djaghataï, contre le souverain ouïgour (idikout), vassal fidèle de Kubilai Khan. L’intervention de ce dernier met en déroute les envahisseurs[1].
- Fondation d'un archevêché nestorien à Pékin par le patriarche nestorien de Bagdad[1].
- Les moines nestoriens Rabban Bar Sauma (ou Rabban Çauma, 1225-1294) et Yaballah (Marcos, 1245-1317) partent de Chine en pèlerinage à Jérusalem. Ils arrivent en Mésopotamie en 1278. Marcos sera nommé en 1281 patriarche de Bagdad et Rabban Çauma ambassadeur du khan de Perse à Paris et à Rome en 1287[1].
- Le roi Kertanegara de Singasari dans l'est de Java (actuelle Indonésie) se sent suffisamment fort pour lancer l'expédition dite Pamalayu (en) contre le royaume de Jambi dans l'est de Sumatra, qui entretient de bonnes relations avec la Chine de Kubilai. Cette attaque jettera une ombre sur les relations entre la Chine et Java[7].

### Europe
- 11 janvier : abdication du patriarche de Constantinople Joseph. Cinq jours plus tard, l’union des Églises est reconnue solennellement à la chapelle du palais impérial. Purement politique, elle n’est comprise ni du clergé, ni du peuple grec. D’abord rejeté par les États grecs dissidents (Épire, Thessalie), elle est abandonnée par le pape et par Andronic II Paléologue quand la nécessité politique ne se fait plus sentir[8].
- 12 avril : les Mérinides débarquent à Tarifa. Abou Youssouf Yacoub après avoir pacifié le Maroc occidental, se tourne vers l’Espagne (il rejoint son fils Abou Zyan le 15 août avec le gros des troupes), mène des raids victorieux en Andalousie et attaque à plusieurs reprises la flotte chrétienne[9].
- 22 avril : premiers Statuts de Westminster établis par le Parlement d'Angleterre[10].
- 26 mai : Jean XI Vekkos est élu patriarche de Constantinople[8]
- 22 juillet : Magnus Ier Ladulås est élu roi de Suède[11] (jusqu'en 1290). Il gouverne par décrets (stadgan) et ordonnances (förordningar) qu’il promulgue sans consulter les autorités régionales.
- 25 juillet : la mort de Ferdinand de la Cerda à Ciudad Real déclenche une guerre de succession en Castille[9].
- 7 septembre : victoire des Mérinides du Maroc sur les Castillans devant Écija. Ils sont devant Séville le 13 octobre[12].
- 19 - 21 octobre[13] : entrevue de Lausanne entre le pape Grégoire X l'empereur Rodolphe de Habsbourg. L'empereur confirme au Saint-Siège la possession de l'exarchat de Ravenne, de la marche d'Ancôme et du duché de Spolète. Il promet de se croiser et d'aller à Rome se faire couronner par le pape, mais ne le fait pas[14].
- 20 octobre : consécration de la cathédrale Notre-Dame de Lausanne par Grégoire X[15].
- 21 octobre : l'archevêque de Tolède Sancho de Aragón est tué en tentant de couper le passage aux Mérinides quand ils se retranchent vers Martos encombrés d'un lourd butin. L'infant de Castille Sanche, qui a pris la tête des troupes castillanes à la mort de son frère, parvient à contenir l'offensive musulmane[9].

- Gênes s’implante à Phocée (Ionie) grâce aux Zaccaria et établit un comptoir à Caffa en Crimée[16].
- Guido Novello da Polenta devient seigneur de Ravenne (fin en 1322) La ville devient gibeline. Les Polenta la dirigent jusqu'en 1441[17].
- Tremblement de terre à Ischia[18].